# Lough Allen
Il Lough Allen (forma anglicizzata) o Loch Aillionn (in irlandese) è un lago formato dal corso del fiume Shannon, nella zona centro-settentrionale della Repubblica d'Irlanda, vicino al confine. Gran parte del lago è situata nel Leitrim, mentre il resto si trova nel Roscommon. La massa d'acqua si forma poco più a sud della sorgente del grande fiume irlandese, vicino alle Iron Mountains, ed è il più a nord tra i tre grandi laghi formati dallo stesso. Gli altri due, il Lough Ree ed il Lough Derg, sono molto vicini tra loro ma molto più a sud.
Il lago si estende grosso modo quasi esclusivamente in maniera longitudinale, con le propaggini una verso nord e l'altra verso sud. È circondato da due strade regionali, la R280 sulle sponde occidentali e la R207 su quelle opposte, da Ballinagleragh a Drumshanbo. La R200, invece, passa vicino alla parte settentrionale, da Dowra a Durmkeeran.